# Квасоля звичайна

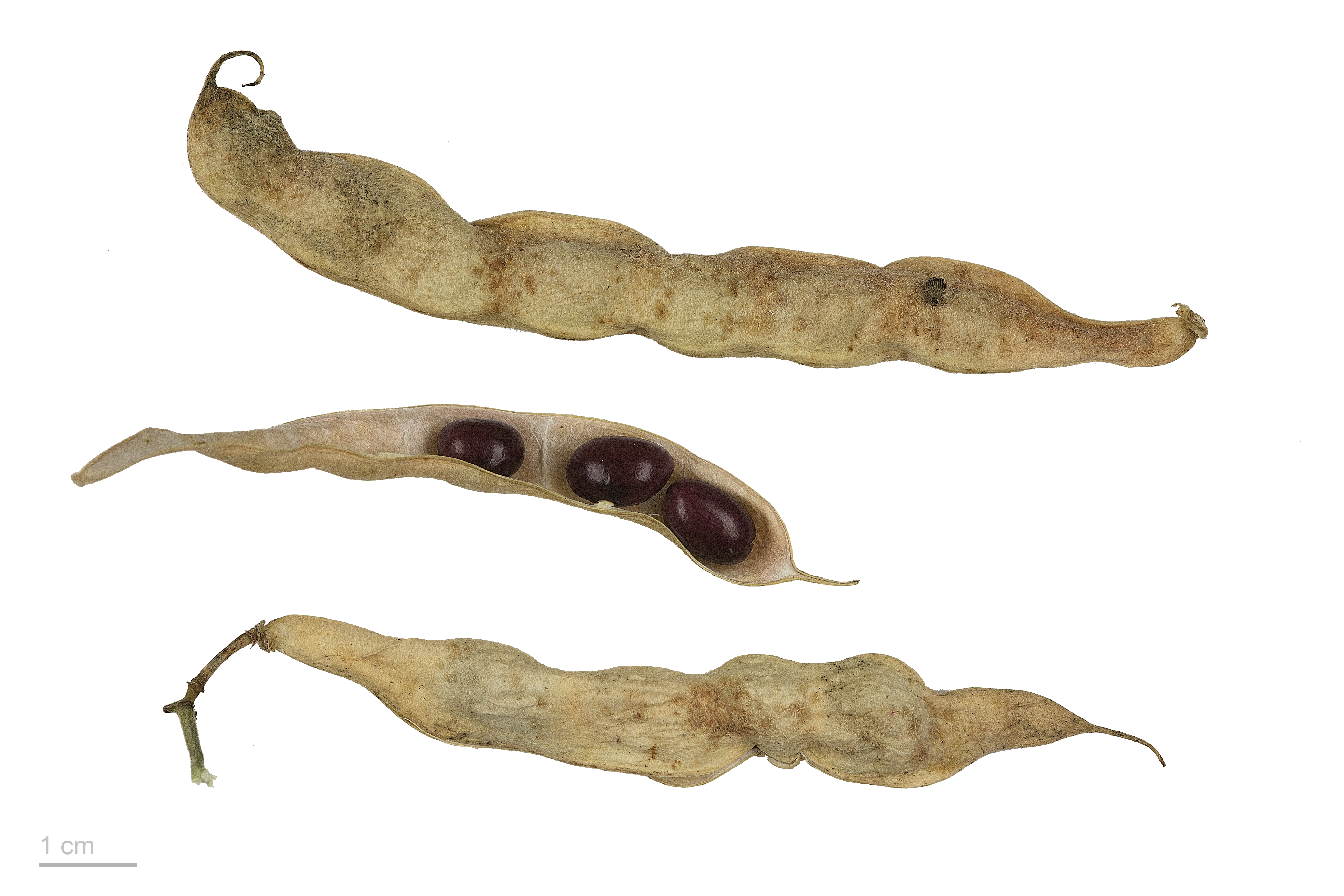
Phaseolus vulgaris — Тулузький музей

Квасо́ля звича́йна (Phaseolus vulgaris) — вид рослин з роду квасоля родини бобові. Це найбільш культивований вид з цього роду. Має багато різновидів та сортів. Сорти відрізняються між собою за формою і забарвленням листків та забарвленням і виглядом плодів (бобів). В їжу використовуються як насіння, так і боби (інколи їх неправильно називають стручками) (див. стручкова квасоля).

## Ботанічний опис
Квасоля звичайна — однорічна трав'яна рослина 0,5—3 метри заввишки (трапляються як карликові сорти, так і виткі з довжиною стебла до 3 метрів). Стебло в частини сортів витке, в іншої частини — пряме; сильно розгалужене, покрите рідкими волосками. Листки непарноперисті, на довгих черешках. Квітки по 2—6 на довгих квітконіжках, 1—1,5 см довжиною. Колір від білих до темно-пурпурних і фіолетових, метеликових. Плоди — боби, висячі, 5—20 см довжини, 1—1,5 см завширшки, прямі або зігнуті. Колір від блідо-жовтих та зелених до темно-фіолетових, із 2—8 насінинами. Насіння 5—15 мм довжиною, еліптичні, колір від білих до темно-лілових та чорних, однотонні або мозаїчні, крапчасті або плямисті. У Центральній та Південній Америці цей вид представлений одно-, дво- та багаторічними трав'яними рослинами з виткими (ліаноподібними) і повзучими стеблами. Наявні там кущові форми виникли внаслідок діяльності людини.
В Україні квасоля звичайна (2n-22) — однорічна трав'яниста рослина. Стрижнева коренева система добре розвинена. Стебло трав'яне або слабоздерев'яніле, від основи галузиться, голе, різної висоти та форми: у кущової квасолі — прямостояче, невисоке — у середньому 25—45 см, у кущової з виткою верхівкою — до 75 см, у напіввиткової — стебло в'ється наполовину, заввишки до 1,5 м; у виткої — повністю витке, заввишки до 2—3 м і більше.
Примордіальні листки великі, серцеподібної форми, слабоопушені; трійчасті листки складаються з досить великих листочків, переважно з загостреними верхівками. За формою вони серцеподібні, трикутні, ромбоподібні, яйцеподібні.
У пазухах листків розміщуються квітконоси, на яких утворюються китиці від 2—3 до 10—12 квіток у кожній. Квітки середні й великі (від 11—15 до 27 мм), білі, рожеві, фіолетові. У квасолі з білими квітками насіння, як правило, також біле, рожевими — коричневе, з фіолетовими — чорне.
Боби завдовжки 7—25 і завширшки 0,7—1,2 см, закінчуються прямим або зігнутим дзьобиком. За формою вони бувають прямими, зігнутими, шабле- або серпоподібними, мечоподібними та чоткоподібними, плоскими чи циліндричними, з гладенькою і зморшкуватою поверхнею.
За будовою бобів квасолю поділяють на три групи: лущильну — з твердим пергаментним шаром клітин на внутрішньому боці стулок, напівцукрову — із слаборозвиненим пергаментним шаром та цукрову, або спаржеву, у бобах якої немає пергаментного шару. Лущильну квасолю вирощують для одержання стиглого зерна, а цукрову — на «лопатку», для використання в їжу соковитих недостиглих бобів.
Недостиглі боби у квасолі зелені, строкато-червоні, строкато-фіолетові, достиглі — солом'яно-жовті. Середня кількість бобів на рослині — 10—15 з коливаннями від 5—7 до 35—38 шт. Висота прикріплення нижнього бобу від 6—7 до 15—20 см. У бобах розвивається від 2 до 7—10 насінин, різних за розміром, формою та забарвленням.
За розміром насіння буває дрібне — з масою 1000 насінин від 140 до 250 г, середнє — 250—400 г та крупне — з масою понад 400 г (до 1100 г). Під час проростання насіння сім'ядолі виносяться на поверхню ґрунту. За формою розрізняють насіння кулясте, еліптичне, ниркоподібне та валькувате. Кулясте насіння (sphaericus) за довжиною, шириною і товщиною майже однакове; у еліптичного насіння (ellipticus) довжина в 1,5 раза більша за ширину при майже однакових ширині й товщині; у ниркоподібного (compressus) — довжина у 1,5 рази перевищує ширину, а товщина становить 1/3—1/4 довжини (насіння сплюснуте); у валькуватого (oblongus) — довжина у два рази більша за товщину, ширина і товщина майже однакові (насіння видовжене, з випуклими кінцями).
Насіння квасолі має однотонне забарвлення — біле, зелене, жовте, коричневе та чорне або воно строкате. Строкатість визначається особливістю забарвлення поверхні насінної оболонки. Розрізняють чотири типи малюнків на насінні: крапчастий (punctatus) — на поверхні насіння розміщені невеликі кольорові цятки майже однакового розміру, строкатий (variegatus) — поверхня насіння вкрита плямами, які мають різні розмір і форму; плямистий (maculatus) — як правило, біля насіннєвого рубчика розміщується різної форми велика пляма, біля якої може бути кілька плям меншого розміру; смугастий…

## Історія поширення
Квасоля була одомашнена у Новому Світі, де стала однією головних рослин стародавнього землеробства Перу, Мексики й інших країн Південної і Центральної Америки.
Після відкриття Америки Христофор Колумб ототожнив місцеву квасолю з лобією, різновидом бобів, здавна відомих європейцям. Давньогрецька назва любії — φάσηλος — і стала загальновживаним ім'ям американської рослини, яка швидко посунула у щоденному раціоні мешканців Старого Світу інші види бобових.
У Німеччині квасолю досі часто називають білильними бобами. До Європи її завезли після другої подорожі Колумба. Ймовірно, саме через це в нас квасолю тривалий час називали французькими бобами. Спочатку її вирощували як декоративну, і лише з часом, наприкінці XVII ст. квасоля дістала широке поширення як овочева культура.

## Різновиди

Шпарагова квасоля «Лопатки»

Форма та забарвлення насіння — основні ознаки поділу квасолі звичайної на чотири різновидності: куляста — sphaericus Comes., еліптична — ellipticus Comes., валькувата — oblongus Comes., ниркоподібна — compressus Comes.
Якщо сорт має насіння проміжної форми, вживають подвійну назву, наприклад, ellipticus-oblongus, sphaericus-ellipticus та ін. В Україні майже всі сорти утворюють біле насіння.
Серед сортів звичайної квасолі найпоширені в Україні такі: 1 Алуна, Бєльцька 16, Первомайська, Подільська кущова, Синельниківська 6, Харківська штамбова, Ювілейна 250 та ін., а з овочевих — Есперанто, Ольга, Присадибна та ін.
- Квасоля багатоквіткова належить до одно-, дворічних рослин, утворює виткі слаборозгалужені міцні стебла. Примордіальні листки та листочки трійчастих листків великі, слабо-опушені. Квітки великі, вогняно-червоні, рожеві, білі; суцвіття — 16—40-квіткові китиці. Утворює широкі стиснуто-циліндричні боби завдовжки 10—27 см, які закінчуються загостреним дзьобиком і містять 2—6 насінин. Насіння велике. Маса 1000 насінин — 700—1300 г і більше; за формою — плоскоеліптичне, ниркоподібне; за забарвленням — біле, строкате. При проростанні насіння сім'ядолі не виносяться на поверхню ґрунту. Поширена у правобережних областях України.

- Квасоля маш (золотиста, азійська). Однорічна рослина з розгалуженим стеблом, яке буває прямостоячим — заввишки 20—70 см (у кущових форм), витким та сланким — до 120 см. Примордіальні листки ланцетні, загострені, завширшки 7—14 см, опушені, трійчасті листки з широкими опушеними листочками. Боби тонкі, циліндричної форми, без носика, опушені, завдовжки 6—18 см, містять 6—15 насінин. Насіння округло-циліндричне, зелене або коричневе, дрібне. Маса 1000 насінин — 25—60 г. При проростанні насіння сім'ядолі виносяться на поверхню ґрунту.

- Квасоля гостролиста, або тепарі. Рослини мають форму розлогого куща з виткими верхівками, заввишки 35—70 см. Примордіальні листки яйцеподібноланцетної форми, голі або слабоопушені, завширшки 2—3,5 см. Трійчасті листки малі, листкові пластинки зверху майже голі, знизу — злегка опушені. Квітки малі, зібрані по 2—4 у китиці. Боби короткі (6—8 см), плоскі, містять 4—6 білих насінин. Насіння дрібне, плоске або сплюснуто-еліптичне; маса 1000 насінин — 100—220 г. При проростанні насіння сім'ядолі виносяться на поверхню ґрунту.

- Лімська квасоля трапляється як багаторічна, дво- і однорічна рослина. У виробництві поширені виткі й кущові сорти однорічної квасолі. Примордіальні листки голі, вкриті восковим нальотом, а трійчасті — середнього розміру, майже голі. На квіткових китицях утворюється 30—60 малих квіток біло-зеленого, лілового або фіолетового кольору. Боби широкі, плоскі, завдовжки 7—20 см, містять 2—3 насінини. Насіння різної форми (кулясте, ниркоподібне, еліптичне), біле або строкате, завдовжки 12—24 мм, завширшки 13—17 мм і завтовшки 6—10 мм. Маса 1000 насінин — 240—1150 г. При проростанні насіння сім'ядолі виносяться на поверхню ґрунту.

- Кутаста квасоля, або адзукі. Кущова рослина. Насіння при проростанні не виносить на поверхню сім'ядолей. Примордіальні листки округлі, злегка загострені, завдовжки 5—7,5 см. Трійчасті листки великі, завдовжки 20—30 см; листочки широкі, злегка опушені. Квітки великі (15—18 см), золотисто-жовті, зібрані по 6—10 у короткі китиці. Боби довгі (до 15 см), циліндричні, голі. Насіння дрібне, циліндричне або бочкоподібне, однотонне, сіре, кремове, червоне, каштанове, темно-зелене або з малюнком. Маса 1000 насінин — 55—110 г.

## В Україні
Більшість бобів (насінин) квасолі, що вирощуються в Україні, білого кольору (із темними смужками чи без них). Трапляються світло- і темно-коричневі сорти різних відтінків.
Розрізняють:
- лущильні — з грубим товстим пергаментним шаром «бобів»,
- напівцукрові — зі слабким чи пергаментним шаром, який з'являється по мірі дозрівання,

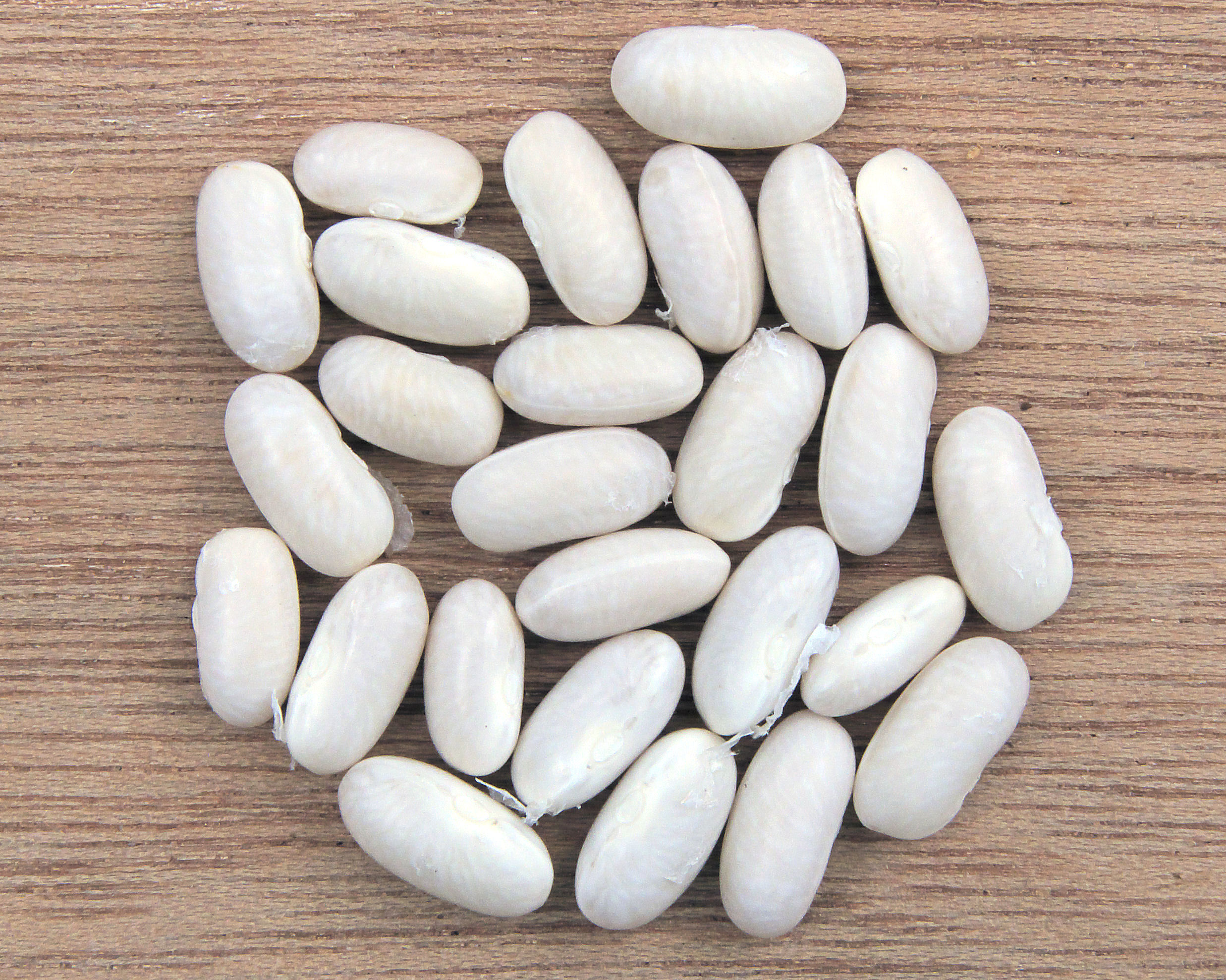
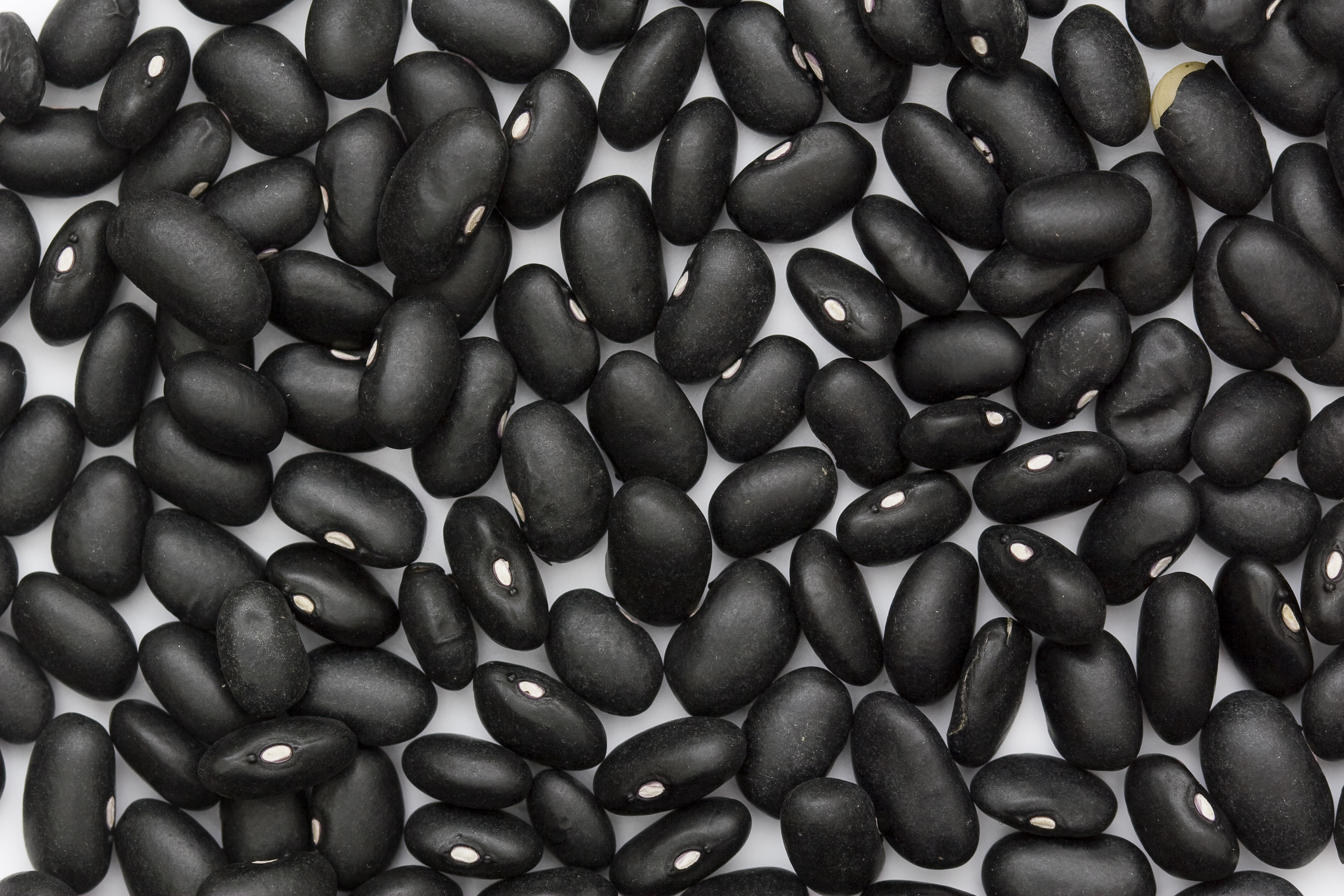
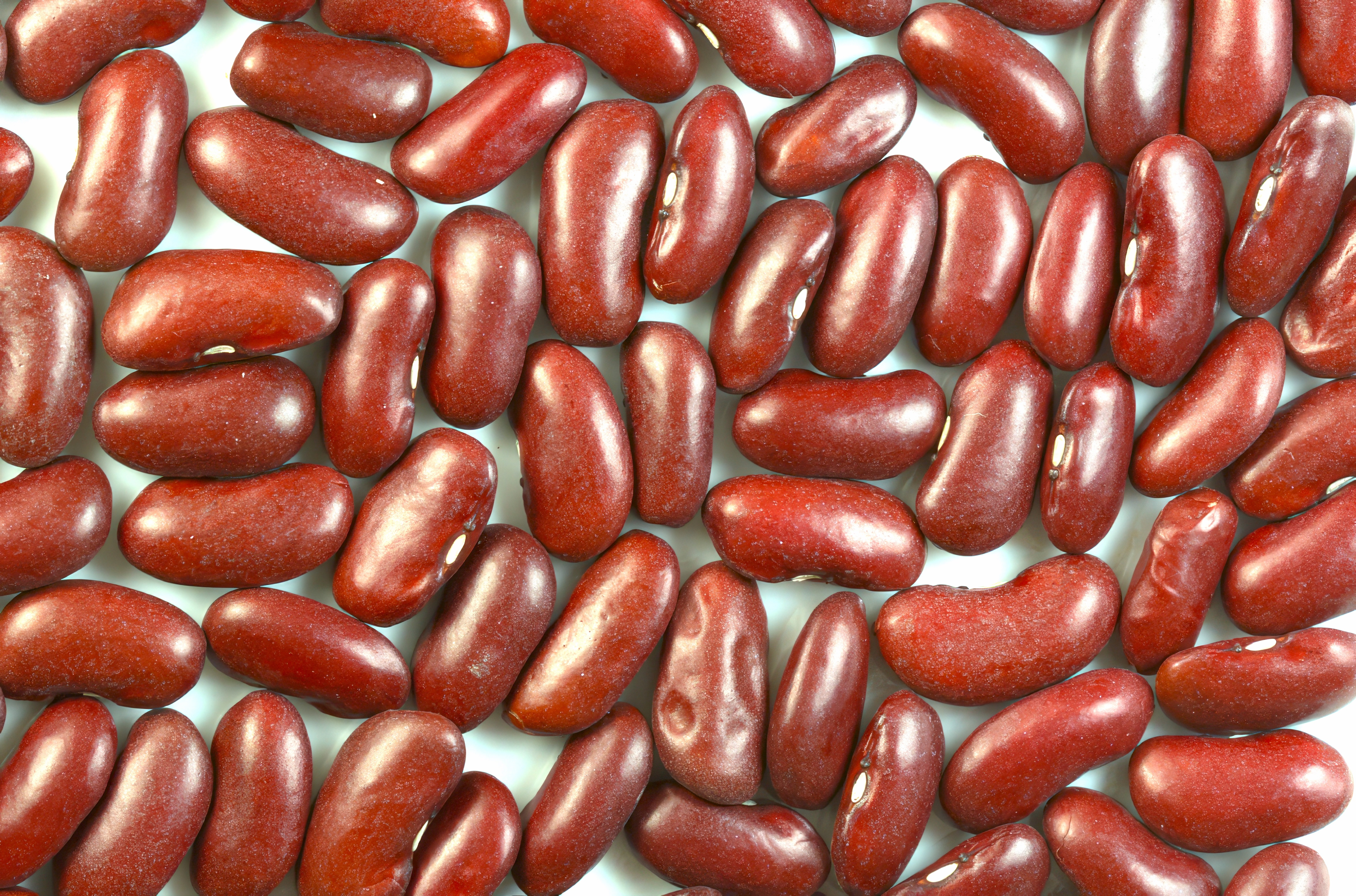

- цукрові, чи спаржеві сорти[2].

## Хімічний склад
У плодах квасолі містяться білки (в окремих сортах до 31 %), вуглеводи (моно- й олігосахариди, крохмаль), азотисті речовини (в тому числі й незамінні амінокислоти), флавоноїди (кверцитурон), стерини та органічні кислоти (яблучна, малонова, лимонна). Містить вітаміни: піридоксин, тіамін, пантотенову й аскорбінову кислоти. У надземній частині квасолі знайдено флавоноїди (кемпферол-3-глюкозид, кемпферол-3-глюкоксилозид, міріцетін-3-глюкозид), лейкоантоцианіди (лейкодельфінідін, лейкоцианідін, лейкопеларгонідін) і антоціани (ціанідин, пеларгонідін, дельфінідін, петунідін-3-глюкозид і мальвідін-3-глюкозид).
Основним запасним білком квасолі є фазеолін.